# Saint-Denis-de-l'Hôtel
Saint-Denis-de-l'Hôtel és un municipi francès, situat al departament del Loiret i a la regió de Centre – Vall del Loira. L'any 2007 tenia 2.777 habitants.

## Demografia

### Població
El 2007 la població de fet de Saint-Denis-de-l'Hôtel era de 2.777 persones. Hi havia 1.124 famílies, de les quals 313 eren unipersonals (139 homes vivint sols i 174 dones vivint soles), 313 parelles sense fills, 351 parelles amb fills i 147 famílies monoparentals amb fills.
La població ha evolucionat segons el següent gràfic:
Habitants censats

### Habitatges
El 2007 hi havia 1.238 habitatges, 1.140 eren l'habitatge principal de la família, 26 eren segones residències i 72 estaven desocupats. 967 eren cases i 270 eren apartaments. Dels 1.140 habitatges principals, 685 estaven ocupats pels seus propietaris, 444 estaven llogats i ocupats pels llogaters i 12 estaven cedits a títol gratuït; 17 tenien una cambra, 125 en tenien dues, 219 en tenien tres, 294 en tenien quatre i 485 en tenien cinc o més. 856 habitatges disposaven pel capbaix d'una plaça de pàrquing. A 476 habitatges hi havia un automòbil i a 532 n'hi havia dos o més.

### Piràmide de població
La piràmide de població per edats i sexe el 2009 era:
| Homes | Edats   | Dones |
| ----- | ------- | ----- |
| 0     | 95 o +  | 0     |
| 8     | 90 a 94 | 8     |
| 20    | 85 a 89 | 20    |
| 12    | 80 a 84 | 32    |
| 44    | 75 a 79 | 56    |
| 32    | 70 a 74 | 44    |
| 84    | 65 a 69 | 40    |
| 48    | 60 a 64 | 64    |
| 56    | 55 a 59 | 68    |
| 92    | 50 a 54 | 64    |
| 80    | 45 a 49 | 76    |
| 92    | 40 a 44 | 88    |
| 96    | 35 a 39 | 108   |
| 104   | 30 a 34 | 128   |
| 96    | 25 a 29 | 108   |
| 44    | 20 a 24 | 60    |
| 76    | 15 a 19 | 84    |
| 88    | 10 a 14 | 128   |
| 96    | 5 a 9   | 96    |
| 80    | 0 a 4   | 108   |

## Economia
El 2007 la població en edat de treballar era de 1.785 persones, 1.360 eren actives i 425 eren inactives. De les 1.360 persones actives 1.234 estaven ocupades (646 homes i 588 dones) i 127 estaven aturades (68 homes i 59 dones). De les 425 persones inactives 168 estaven jubilades, 115 estaven estudiant i 142 estaven classificades com a «altres inactius».

### Ingressos
El 2009 a Saint-Denis-de-l'Hôtel hi havia 1.168 unitats fiscals que integraven 2.918 persones, la mediana anual d'ingressos fiscals per persona era de 17.893 €.

### Activitats econòmiques
Dels 114 establiments que hi havia el 2007, 2 eren d'empreses extractives, 7 d'empreses alimentàries, 3 d'empreses de fabricació de material elèctric, 4 d'empreses de fabricació d'altres productes industrials, 13 d'empreses de construcció, 23 d'empreses de comerç i reparació d'automòbils, 6 d'empreses de transport, 8 d'empreses d'hostatgeria i restauració, 8 d'empreses financeres, 4 d'empreses immobiliàries, 8 d'empreses de serveis, 15 d'entitats de l'administració pública i 13 d'empreses classificades com a «altres activitats de serveis».
Dels 33 establiments de servei als particulars que hi havia el 2009, 1 era una oficina bancària, 5 tallers de reparació d'automòbils i de material agrícola, 2 autoescoles, 1 paleta, 1 guixaire pintor, 3 fusteries, 3 lampisteries, 3 electricistes, 4 perruqueries, 1 agència de treball temporal, 6 restaurants i 3 agències immobiliàries.
Dels 5 establiments comercials que hi havia el 2009, 1 era un hipermercat, 1 una botiga de més de 120 m², 2 fleques i 1 una llibreria.
L'any 2000 a Saint-Denis-de-l'Hôtel hi havia 14 explotacions agrícoles que ocupaven un total de 770 hectàrees.

## Equipaments sanitaris i escolars
L'únic equipament sanitari que hi havia el 2009 era una farmàcia.
El 2009 hi havia 1 escola maternal i 1 escola elemental.

## Poblacions més properes
El següent diagrama mostra les poblacions més properes.